# Joods Museum

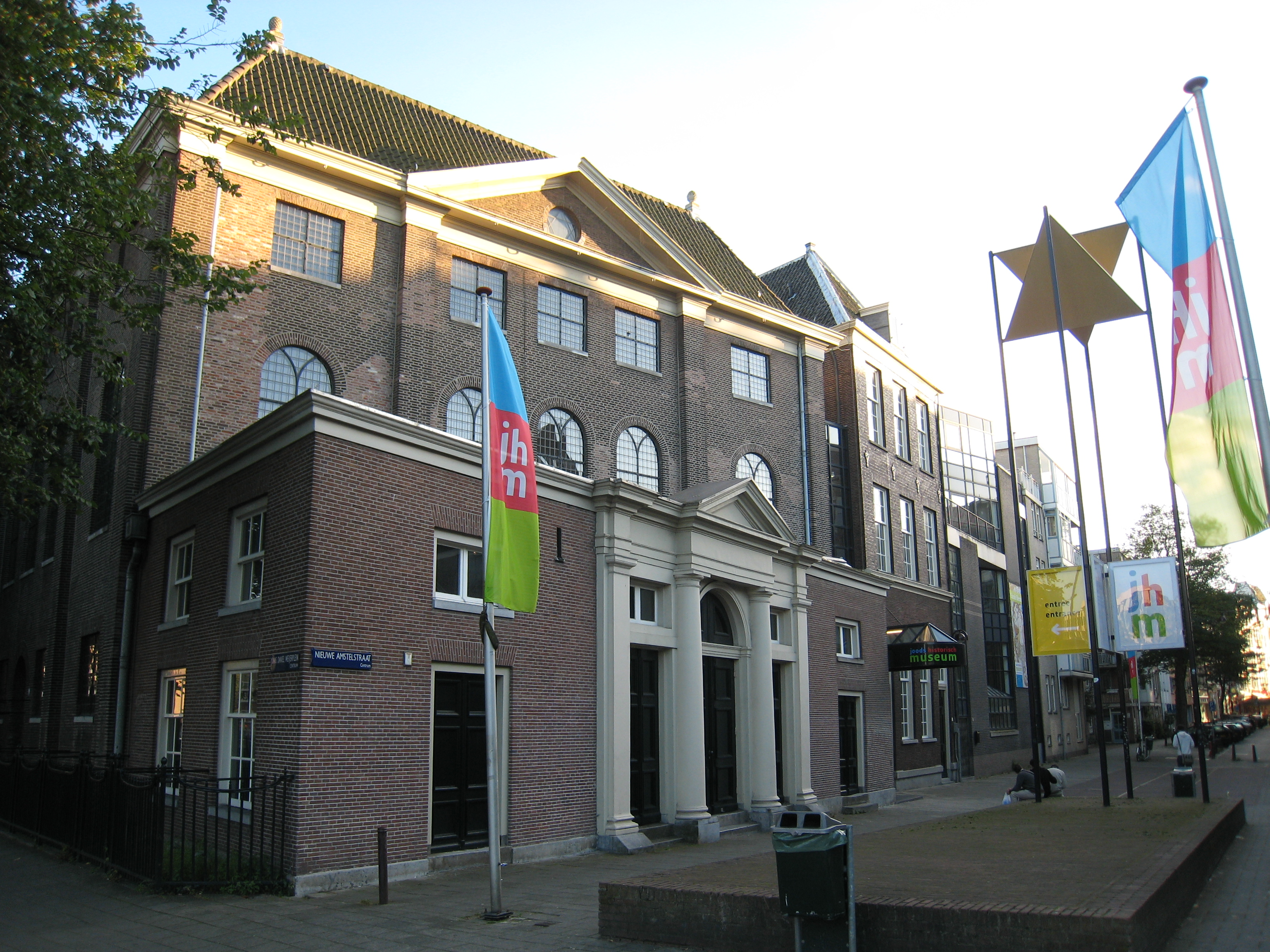
Jüdisches Museum Amsterdam

Das Joods Museum (deutsch: Jüdisches Museum, bis 2021 Jüdisches Historisches Museum) ist ein Museum zur Geschichte des Judentums in Amsterdam. Seit 1987 hat das Museum seinen Standort im Herzen des ehemaligen jüdischen Viertels am Jonas Daniël Meijerplein. 
Zusammen mit der Portugiesischen Synagoge, dem Nationalen Holocaust Museum und der Hollandschen Schouwburg bilden die vier Museen das Jüdische Kulturviertel.

## Gebäude
Seit dem 3. Mai 1987 befindet sich das Museum in einem Komplex aus den vier ehemaligen aschkenasischen Synagogen. Nach dem Zweiten Weltkrieg wurden die Synagogen, nahe dem Waterlooplein und der Weesperstraat, nicht mehr für ihren religiösen Zweck verwendet.

## Geschichte
Vor seinem jetzigen Standort war das Museum im mittelalterlichen De Waag-Gebäude untergebracht (Stadtwaage am Nieuwmarkt beim Sint Antoniespoort). Diese Vorläufer-Institution vor dem Zweiten Weltkrieg hieß Stichting Joods Historisch Museum und war am 24. Februar 1932 eröffnet worden. Unter der deutschen Besatzung wurde sie geschlossen und ein großer Teil der Sammlung geraubt. Ein Teil davon konnte zurückgeführt werden. Nach ihrer Wiedereröffnung 1955 wurde auch die Verfolgung und Ermordung der jüdischen Niederländer und der hierher geflohenen deutschen und österreichischen Juden ein wichtiger Aspekt der Museumsarbeit.

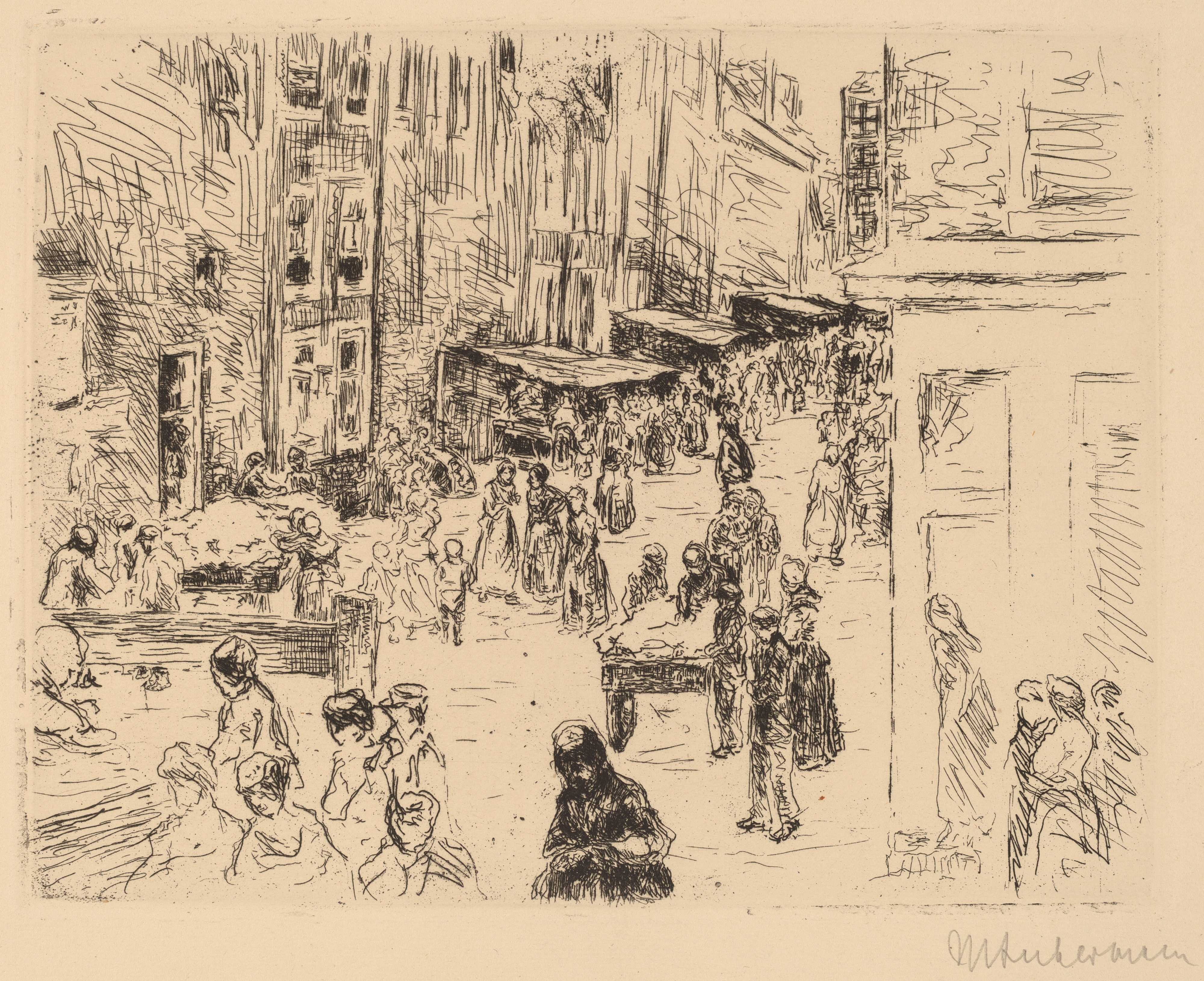
Max Liebermann: Judenstraße in Amsterdam. 1906
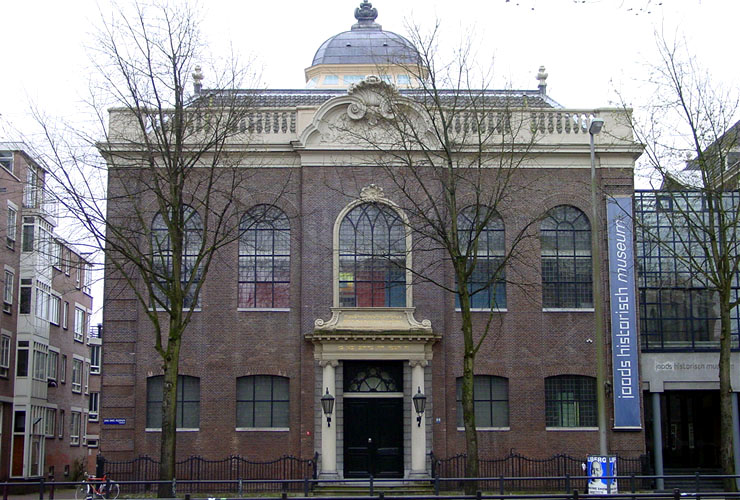
Die ehemalige Hoogduitse Synagoge (Foto: bma.amsterdam.nl.)
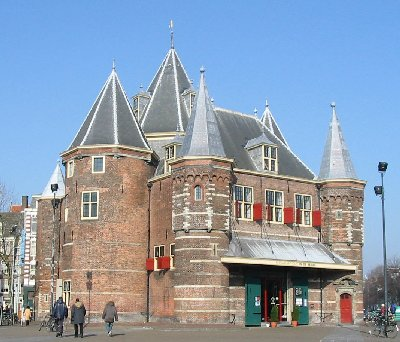
Erster Standort: De Waag 1932–1984 (2003)
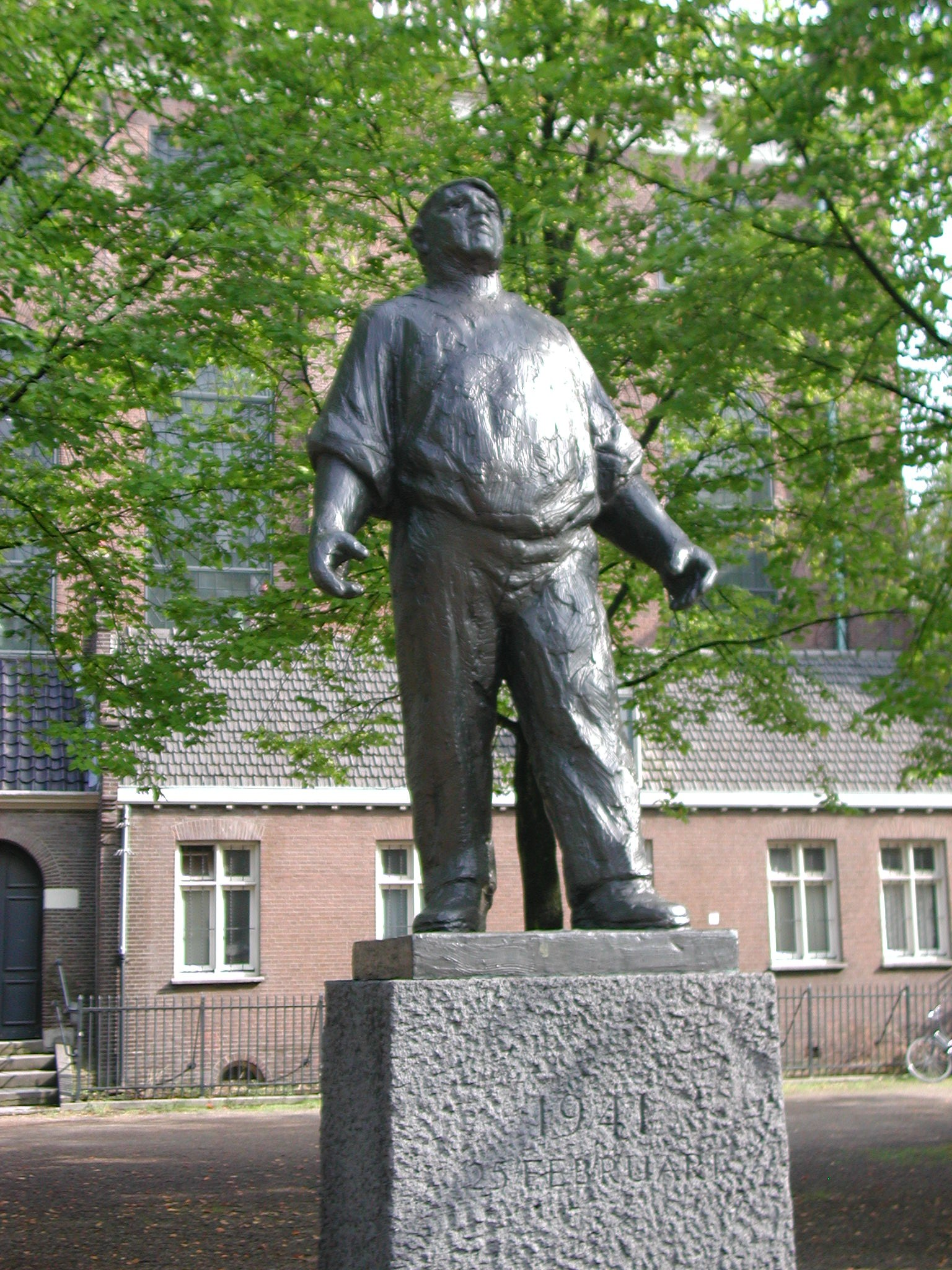
Das Denkmal De Dokwerker erinnert an den Februarstreik im Februar 1941

## Auszeichnung
- 1989: Museumspreis des Europarates
- 2002: Museumspreis des Prinz Bernhard Kulturfonds
- 2012: BankGiro Loterij Museumsprijs